# 시카고 화이트삭스
시카고 화이트삭스(영어: Chicago White Sox)는 미국 일리노이주 시카고를 연고지로 하는 프로 야구 팀이다. 메이저 리그 아메리칸 리그 중부 지구 소속이다. 내셔널 리그 소속인 시카고 컵스의 연고지도 화이트 삭스와 같은 시카고이다. 화이트 삭스는 1901년 화이트 스타킹스라는 구단 명으로 창단하여 1904년 시카고 화이트 삭스로 이름을 바꾸었다.
1906년과 1917년에 월드 시리즈 우승을 차지했지만, 1919년, 블랙삭스 스캔들이 발생한 이후부터 88년 동안 우승을 못 하다가 2005년 월드 시리즈에서 휴스턴 애스트로스에게 4연승을 거두고 88년 만에 우승을 차지하는 영광을 누렸다.

## 개요
1901년에 있었던 아메리칸 리그 창단 당시부터 존재하는 유서깊은 구단이다. 월드시리즈 우승은 3회, 리그 우승은 6회, 지구 우승은 5회를 했다. 1919년에 있었던 블랙삭스 스캔들 이후, 88년이라는 긴 시간 동안 월드시리즈 우승을 하지 못했지만, 2005년에 있었던 휴스턴 애스트로스와의 월드시리즈에서 4연승 거두며 우승을 차지했다.
같은 연고지를 사용하는 시카고 컵스와 자주 비교되지만, 인기면에서는 컵스에게 밀린다. 컵스는 시카고 시의 북부(노스사이드), 화이트삭스는 시카고 시의 남부(사우스사이드)에서의 인기가 특히 높다. 홈구장 주변이 폴란드계 미국인이 많다는 특징이 있어서 그런지 폴란드계 미국인 선수를 잘 뽑는 경향이 있다.
홈구장인 U.S. 셀룰러 필드가 홈런이 나오기 쉬운 구장이라 장타에 의존했지만, 2004년에 취임한 아지 기옌 감독에 의해 스몰볼의 형식을 띄기도 했다.
1990년 7월 11일에 있었던 밀워키 브루어스전에서 1917년 당시의 유니폼을 착용하여 경기를 치렀다. 예상 외로 호평을 받아서 다른 구단도 채용하기 시작했고, 매년 과거의 유니폼을 입고 시합을 하게 되었다. 최근에는 일본 프로 야구에서도 교류전을 중심으로 과거 유니폼을 입기 시작했다.
버락 오바마 미국 대통령이 자신은 시카고 화이트삭스의 팬이라고 밝히기도 했다.

## 구단의 역사

### 창단
화이트삭스의 전신은 세인트 폴에 연고지를 두었던 세인트 폴 세인츠라는 구단이다. 1901년에 아메리칸 리그가 창설되고 연고지를 시카고로 옮기며 메이저 리그에 가입했다. 비슷한 시기에 리그에 가맹했던 보스턴 레드스타킹스(현 애틀랜타 브레이브스)에 대항하여 시카고 화이트스타킹스라는 이름을 지었다. 더구나 이미 시카고에는 내셔널 리그 소속의 시카고 오펀스(현 시카고 컵스)가 존재하고 있었고, 1874년부터 1889년까지는 같은 이름인 시카고 화이트스타킹스라는 이름을 사용했었다. 화이트스타킹스의 첫 번째 구단주는 세인트루이스 브라운즈(현 세인트루이스 카디널스)에서 선수시절을 보냈으며, 아메리칸 리그 창설에도 온 힘을 다한 찰스 코미스키가 했다. 감독으로는 전년까지 시카고 오펀스에서 투수를 하고 있었던 클라크 그리피스를 선수 겸 감독으로 불러들였다. 그렇게 그리피스는 24승을 올리는 등 자신도 활약을 하며 화이트스타킹스는 창단 첫 해부터 우승을 차지한다. 또, 이 때부터 지역지인 시카고 트리뷴이 지면에 화이트삭스라고 간략해서 게재를 한 것이 계기가 되어 팀명을 화이트삭스로 바꾸게 된다.

### 물방망이의 기적
1906년에는 후에 명예의 전당에 입성할 에드 월시로 시작해 도크 화이트, 닉 알트록 등 강력한 투수진을 형성하여 .230이라는 엄청나게 낮은 팀타율을 기록하고도 리그 우승을 이뤄냈다. 월드 시리즈에서는 같은 연고지를 사용하고 있는 시카고 컵스와 대결했다. 이 해의 시카고 컵스는 메이저 리그기록인 팀 116승을 기록할 정도로 강력함을 뽐냈으며, 시카고 컵스가 우승할거라는 예상이 한결같았다. 하지만, 시리즈가 시작되고 1차전에서는 알트록이, 3차전에서는 왈시가 컵스의 타선을 억눌르고, 6차전에서는 컵스의 에이스였던 모데카이 브라운을 상대로 맹타를 휘두르면서 4승 2패로 화이트삭스가 창단 첫 월드 시리즈 우승을 차지한다(월드 시리즈가 1903년부터 시작했으므로 1901년에 한 우승은 리그 우승이다). 치지는 못하면서 계속 승리했던 이 해에 대해서 화이트삭스에게 물방망이의 기적(Hitless Wonders)이라는 별명이 붙었다.

### 블랙삭스 스캔들

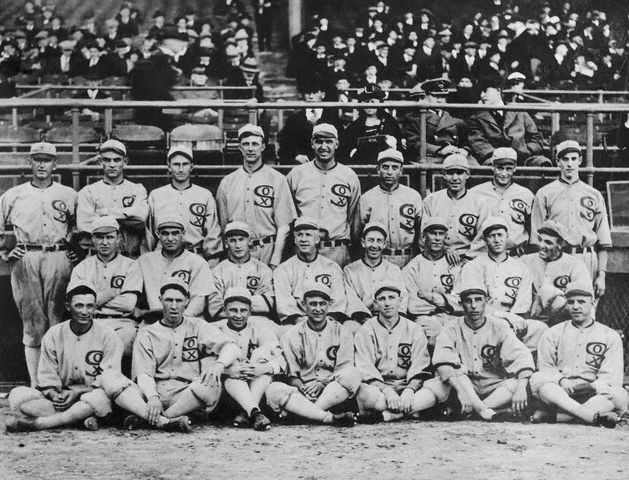
1919년 화이트삭스의 선수들

1918년에는 6위를 하며 낮은 순위를 기록하지만, 다음해인 1919년에는 88승 52패를 기록하며 4번째로 리그 우승을 차지했다. 하지만, 이러한 팀의 좋은 성적과는 반대로 팀 내에서는 낮은 수준의 급여체제에 대한 불만의 감정이 남아있었다. 구단주인 찰스 코미스키는 선수의 유니폼을 세탁하는 것조차 꺼린 것으로 알려지면서, 어떤 선수의 유니폼도 더러워지며 그 결과, 당시의 화이트삭스에게 블랙삭스(Black Sox)라는 별명이 붙었다. 이러한 사정을 안 시카고의 도박사들은 신시내티 레즈와의 월드 시리즈경기 전에 화이트삭스의 선수들에게 승부조작을 제안했다. 1루수였던 치크 갠딜이 가장 먼저 승낙했다고 알려졌으며, 그 후에 에디 시콧, 조 잭슨 등을 포함한 7명의 선수가 승부조작에 가담했다.
결국, 시리즈에서는 3승 5패로 신시내티 레즈가 승리했지만, 시리즈 중간부터 승부조작 의혹이 생기기 시작했고, 이 해의 말에는 폭로기사가 써지는 것으로 승부조작은 진실로 밝혀졌다. 1년후에는 대배심에서 문제가 되었던 선수들이 증언을 했고, 정상 참작으로 한번은 무죄가 되었지만, 이것을 계기로 창설된 커미셔너에 의해서 8명의 선수가 메이저 리그로부터 영구적으로 추방당했다. 영구추방된 선수들은 운없는 8명(Unlucky Eight)이라고 불렸으며, 한 소년팬이 잭슨에게 물었던 Say it ain't so, joe(거짓말이라고 말해주세요, 조)라는 말은 이 사건을 상징하는 말이 되었다.
1919년에 일어난 '블랙삭스 사건'으로 8명의 영구제명 선수가 나오면서 화이트삭스는 인기가 떨어지기 시작했다. 1920년대에는 베이브 루스를 영입한 뉴욕 양키스가 아메리칸 리그의 맹주로서 군림하게 되며 화이트삭스는 하위권을 맴돈다. 1930년대 후반을 제외하고는 승률 5할을 상회하는 일도 드물게 되었으며, 동시기에 부진을 겪었던 보스턴 레드삭스와 필라델피아 애슬레틱스(현 오클랜드 애슬레틱스)와의 최하위 경쟁을 계속했다. 그 사이 통산 260승을 기록한 테드 라이온스나 유격수로서 시즌 최고 타율인 .388을 기록한 루크 애플링 같은 유명한 선수들도 있었지만 1950년대까지는 우승과는 거리가 멀었다. 흔히 말하는 블랙삭스의 저주이다.

### 고 고 삭스
1951년에 클리블랜드 인디언스로부터 미니 미노소를 영입한다. 화이트삭스의 첫번째 흑인 선수였다. 미노소는 호타준족인 외야수로서 활약했으며, 1964년에 현역 은퇴를 선언했지만, 1973년(53세)과 1980년(58세)에 2번이나 메이저 리그에 복귀했다. 그로인해 메이저 리그 역사상 2번째로 5개의 연대를 활약한 선수가 된다. 1950년에는 필라델피아 애슬레틱스로부터 넬리 폭스를 영입했으며, 1956년에는 화이트삭스 역사상 최고의 유격수로 꼽히는 루이스 아파리시오가 메이저 리그에 데뷔하여 리그 최고수준의 키스톤 콤비를 형성한다. 그리고 그들의 견실한 수비와 기동력을 중시한 야구로 점차 상위권 경쟁에 뛰어들게 된다. 1957년에는 알 로페즈가 감독으로 취임한다. 1959년에는 루이스 아파리시오가 56개의 도루를 기록하며 도루왕을 차지하는 등 특유의 기동력이 작렬했으며, 투수진에서는 39살인 얼리 윈이 22승을 올리며 사이 영 상을 타는 등, 투타가 양면에서 활약하는 시즌이 되었다. 최종적으로 화이트삭스는 94승 60패를 기록하며 40년 만에 리그 우승을 차지하였으나, 월드 시리즈에서는 아깝게도 로스앤젤레스 다저스에게 지고 만다. 하지만, 이 해의 화이트삭스의 약진을 고 고 삭스(Go-Go Sox)라고 부르며 화이트삭스의 팬들을 열광시켰다.

### 인기 하락
그 후, 상위권 경쟁을 계속 했지만 리그우승은 하지 못했다. 1964년에는 뉴욕 양키스, 볼티모어 오리올스와 격렬한 1위 경쟁을 펼쳤지만, 1게임차로 뉴욕 양키스에게 밀렸다. 또, 1967년에는 4개의 구단이 펼친 우승경쟁에서도 밀렸다. 이 무렵에 관중이 줄고 있는 것의 타개책으로 1968년에는 밀워키에 있는 카운티 스타디움에서 9경기를 하는데, 연간 관중수의 3분의 1에 달하는 26만 4천명이 왔다.. 아메리칸 리그 서부지구가 된 1969년에도 11경기를 밀워키에서 하여 20만명의 관중을 동원했다. 후에 이러한 것을 안 버드 셀릭이 시애틀 파일러츠를 매수하여 연고지를 밀워키로 이전하며 현재의 밀워키 브루어스가 된다. 1975년에는 화이트삭스도 시애틀로의 연고지 이전을 계획했지만 빌 비크가 팀을 매수하여 없던 일이 되었다. 비크는 1959년에도 한번 팀을 매수하여 3년간 구단주를 한 경험이 있었으며, 여러 가지 방법을 사용하여 줄어든 관중수를 되돌리려고 했다. 그 예로 1976년부터 1980년에 걸쳐서 화이트삭스의 유니폼에 큰 옷깃이 달린 것을 착용하였고, 특히, 7월에서 8월에는 반바지를 입고 플레이 하기도 했지만 선수들로부터 불평이 있어서 오래가지는 못했다. 1979년에는 시즌이 진행되는 도중에 토니 라 루사감독이 취임했다. 1981년에는 보스턴 레드삭스로부터 칼튼 피스크를 데려왔으며, 라마 호이트와 해롤드 베인즈같은 젊은 선수들이 대두되기 시작하며 1983년에는 처음으로 지구우승을 차지했다. 하지만, 리그 챔피언십 시리즈에서는 볼티모어 오리올스에게 지고 말아서 리그우승은 하지 못했다. 그 후에는 1990년까지 승률 5할을 밑도는 시즌이 계속되었으며 탬파베이 이전설이 제기됐으나 불발됐다.

### 빅허트의 등장
1990년에 후에 빅허트라고 불릴 프랭크 토마스가 메이저 리그에 데뷔하면서 전년도에 최하위를 기록했던 화이트삭스는 2위로 순위가 올라간다. 1991년에는 새로운 코미스키 파크(현 U.S. 셀룰러 필드)가 개장한다. 1993년에는 토마스가 .317의 타율과 41개의 홈런, 128개의 타점을 기록하며 MVP를 수상하고, 잭 맥도웰이 22승을 거두며 사이영상을 수상한 것에 힘입어 2번째로 지구우승을 달성한다. 하지만, 리그 챔피언십 시리즈에서 그 해에 월드 시리즈우승을 하게 되는 토론토 블루제이스에게 2승 4패로 패하고 만다. 다음해인 1994년에는 새로 만들어진 아메리칸 리그 중부 지구로 이동하게 되고, 다시한번 지구 우승을 달성하지만 1994년부터 1995년에 걸쳐서 일어난 메이저 리그 선수 파업에 의해서 리그 챔피언십 시리즈는 열리지 않았다. 1997년에는 알버트 벨을 영입하며 토마스와 함께 괴물 같은 중심타선을 형성했다. 이 둘은 2년간 143개의 홈런과 502개의 타점을 기록하며 다른 구단의 투수들에게 두려움을 심어줬지만 2명의 콤비는 2년밖에 가지 못했다. 1999년에는 부진을 겪고 있는 토마스를 대신해서 신시내티 레즈에서 이적해 온 폴 코너코와 화이트삭스에서 뛰고 있던 매글리오 오도네즈, 카를로스 리같은 젊은 선수들이 활약한다. 하지만, 승률 5할로 2위를 기록했는데, 이는 클리블랜드 인디언스가 괴물같은 페이스로 1위를 유지했기 때문이다. 이는 인디언스와 화이트삭스가 경기수에서 21.5경기가 차이난 것을 보면 어느 정도로 차이가 벌어졌는지 짐작할 수 있을 것 같다. 2000년에는 토마스가 부활하여 .328의 타율과 43개의 홈런, 143개의 타점을 올리며 실버슬러거와 컴백 상을 수상한다. 이번 시즌은 토마스와 오도네즈의 활약에 힘입어 3번째로 지구 우승을 달성한다. 하지만, 리그 챔피언십 시리즈에서 시애틀 매리너스에게 3연패를 당하고 만다. 그 후, 2002년부터 2004년까지 미네소타 트윈스에게 지구 1위자리를 내주며 화이트삭스는 3시즌 연속으로 2위에 머문다. 2003년에는 에스테반 로아이자가 엄청난 활약을 보이며 2.90의 방어율에 21승 9패, 207의 탈삼진을 기록하며 탈삼진 타이틀을 따낸다. 하지만, 2004년에 시즌이 진행되는 도중에 로아이자를 뉴욕 양키스로 호세 콘트레라스와 트레이드한다.

### 88년만의 우승

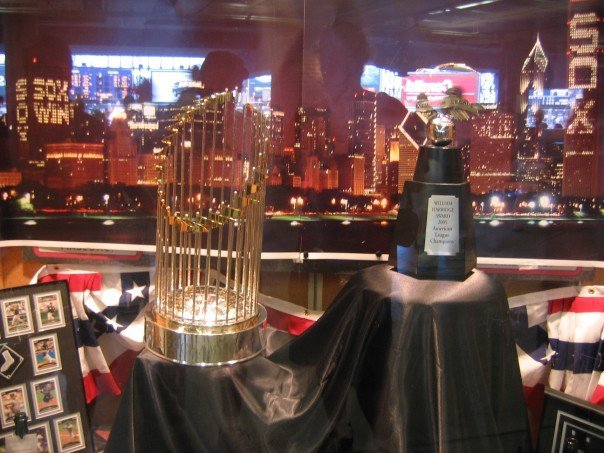
월드 챔피언 트로피

2005년에는 2004년에 감독으로 취임된 아지 기옌감독 아래 저메인 다이, 이구치 타다히토, 스콧 포드세드닉이 새로 들어오면서 이들이 중심 인물이 되어 그때까지 해왔던 한방을 치는 야구가 아닌 스몰볼을 표방한 야구를 하게 된다. 이 때문에 홈런이나 득점의 수는 줄었지만 기동력이나 수비력에서는 비약적인 발전을 보였다. 투수진에서는 존 갈랜드, 마크 벌리가 좌우 원투펀치로 각각 18승과 16승을 올리며 좋은 활약을 보여주었고, 전 시즌에 트레이드 되어 온 호세 콘트레라스도 15승을 올리며 기대에 응했다. 팀 방어율도 U.S. 셀룰러 필드를 홈으로 사용한 이래 처음으로 3점대를 기록했다. 그 결과, 시즌에서는 개막전부터 독주를 시작하였고, 시즌이 끝나갈 무렵에는 클리블랜드 인디언스에게 추격을 당했지만 한번도 1위자리를 내주지 않으며 4번째 지구 우승을 달성한다. 디비전 시리즈에서는 2004년 월드 시리즈우승팀인 보스턴 레드삭스와 만나서 3연승을 거둔다. 계속된 리그 챔피언십 시리즈에서는 로스앤젤레스 에인절스를 만나서 4승 1패로 이기며 팀 역사상 6번째로 리그 우승을 달성한다. 그리고 46년만에 출장한 월드 시리즈에서는 휴스턴 애스트로스(2012년까지 내셔널 리그 소속)를 만나서 4연승을 거두며 1917년이래 88년만에 비원의 월드 시리즈우승을 달성한다. 이것은 2004년에 깨졌던 보스턴 레드삭스의 밤비노의 저주에 의한 86년만의 우승에 이어서 화이트삭스도 88년 만에 블랙삭스의 저주를 깨고 월드 시리즈우승을 차지한 것이다(그로 인해 남은 것은 시카고 컵스의 염소의 저주였다). 그리고 이 때 불펜 보조코치를 하고 있던 이만수코치도 월드 시리즈우승을 경험하며 한국인으로서는 2001년에 있었던 김병현에 이어서 2번째이다(김병현은 2007년에도 보스턴 레드삭스에서 월드 시리즈우승을 경험한다).

### 2014년
79승 89패, .451의 승률을 기록하며 형편없는 시즌을 보냈다. 하지만, 2014년에 입단한 쿠바 출신 신인왕 호세 아브레유가 .317의 타율과 36개의 홈런, 107개의 타점을 기록하며 시즌 리그 득점 순위 8위를 기록한 타선에서 그나마 희망을 보여주었다. 또, 왼팔 굴근 염좌로 인해 부상자 명단에 올랐던 팀의 에이스 크리스 세일은 복귀 이후에 괴물같은 페이스를 선보이며 사이영상 경쟁에 뛰어들고 방어율 타이틀을 노렸으나 최종적으로 12승 4패, 2.17의 방어율을 기록했다. 더욱 놀라운 것은 174이닝을 던지며 208개의 삼진을 잡아내며 엄청난 탈삼진 능력을 보여준 것이다. 하지만, 다른 선발들인 헥터 노에시가 8승, 호세 퀸타나가 9승, 존 댕크스가 4.74의 방어율에 11승을 거두며 괴물같은 에이스의 뒤를 받쳐주지 못했다. 게다가 선발투수의 승리를 지켜줄 마무리 투수로 낙점된 로날드 벨리사리오가 4번의 블론세이브와 5.56의 방어율을 기록하면서 화이트삭스는 투수쪽에서 많은 어려움을 겪었다. 9월 28일에는 화이트삭스의 최고의 프랜차이즈 스타 중 한명인 폴 코너코가 은퇴식을 하며 그의 등번호인 14번이 영구 결번 되었다. 코너코는 화이트삭스에서 뛰면서 2119경기에 나와 .279의 타율과 439개의 홈런, 1412개의 타점을 기록한 최고의 화이트삭스 선수 중 한 명이다.

## 역대 주요 선수
| - 베네수엘라 프레디 가르시아 - 미국 구스 고시지 - 미국 게리 글러버 - 일본 다카쓰 신고 - 도미니카 공화국 펠릭스 디아스 - 미국 호라시오 라미레스 - 미국 분 로건 - 멕시코 에스테반 로아이자 - 미국 루카스 하렐 - 미국 브랜든 맥카시 - 푸에르토리코 하비에르 바스케스 - 미국 마크 벌리 - 미국 찰스 쉬렉 - 미국 톰 시버 - 미국 앤드루 시스코 - 미국 에디 시콧 - 미국 데이비드 아즈마 - 도미니카 공화국 루이스 안두하르 - 미국 존 애드킨스 - 중화민국 왕젠민 - 미국 코니 존슨 - 미국 스티브 칼턴 - 도미니카 공화국 바톨로 콜론 - 미국 타일러 럼스덴 - 미국 제이크 피비 - 미국 필립 험버 - 쿠바 호세 콘트레라스 - 도미니카 공화국 헥터 노에시 - 미국 데이비드 로버트슨 (현재) - 베네수엘라 로날드 벨리사리오 - 미국 제프 서마저 - 미국 크리스 세일 - 미국 호세 퀸타나 - 미국 크리스 스튜어트 - 미국 채드 크루터 - 미국 A. J. 피어진스키 - 미국 타일러 플라워스 (현재) | - 베네수엘라 아지 기옌 - 미국 제이슨 닉스 - 미국 애덤 던 - 미국 제리 로이스터 - 도미니카 공화국 대니 리차 - 미국 아론 마일스 - 도미니카 공화국 윌슨 발데스 - 푸에르토리코 호세 발렌틴 - 푸에르토리코 알렉스 신트론 - 베네수엘라 루이스 아파리시오 - 푸에르토리코 로베르토 알로마 - 도미니카 공화국 파블로 오즈나 - 도미니카 공화국 후안 우리베 - 미국 케빈 유킬리스 - 일본 이구치 다다히토 - 콜롬비아 오를란도 카브레라 - 미국 폴 코너코 - 미국 조 크리디 - 미국 프랭크 토마스 - 도미니카 공화국 훌리오 프랑코 - 미국 조시 필즈 - 도미니카 공화국 루리 가르시아 (현재) - 쿠바 알렉세이 라미레즈 (현재) - 미국 켄 그리피 주니어 - 미국 워런 뉴슨 - 미국 래리 도비 - 파나마 카를로스 리 - 미국 알렉스 리오스 - 도미니카 공화국 새미 소사 - 미국 닉 스위셔 - 베네수엘라 마글리오 오르도녜스 - 미국 샘 유잉 - 미국 거스 저니얼 - 네덜란드 앤드루 존스 - 미국 카를로스 쿠엔틴 - 미국 짐 토미 - 미국 스콧 포드세드닉 - 일본 후쿠도메 고스케 - 미국 애덤 이턴 (현재) |

## 현역 선수
| 투수 - 39 마이켈 클레토 (Maikel Cleto) - 50 존 댕크스 (John Danks) - -- 잭 듀크 (Zach Duke) - -- 라울 페르난데스 (Raul Fernandez) - -- 오넬키 가르시아 (Onelki Garcia) - 41 하비 게라 (Javy Guerra) - -- 댄 제닝스 (Dan Jennings) - 45 에릭 존슨 (Erik Johnson) - 65 네이트 존스 (Nate Jones) - -- 프란셀리스 몬타스 (Francellis Montas) - 48 헥터 노에시 (Hector Noesi) - 52 제이트 페트리카 (Jake Petricka) - 57 잭 푸트넘 (Zach Putnam) - 62 호세 퀸타나 (Jose Quintana) - -- 데이비드 로버트슨 (David Robertson) - 49 크리스 세일 (Chris Sale) - -- 제프 사마자 (Jeff Samardzija) - 53 에릭 서캠프 (Eric Surkamp) - 40 다니엘 웹 (Daniel Webb) - -- 마이클 이노아 (Michael Ynoa) | 포수 - -- 롭 브랜틀리 (Rob Brantly) - 21 타일러 플라워스 (Tyler Flowers) - 17 아드리안 니에토 (Adrian Nieto) - -- 케반 스미스 (Kevan Smith) 내야수 - 79 호세 아브레유 (Jose Abreu) - 22 맷 데이비드슨 (Matt Davidson) - 28 레우리 가르시아 (Leury Garcia) - 12 코너 길라스피 (Conor Gillaspie) - -- 애덤 라로쉬 (Adam LaRoche) - 10 알렉세이 라미레스 (Alexei Ramirez) - -- 타일러 살라디노 (tyler saladino) - 77 카를로스 산체스 (Carlos Sánchez) - 38 앤디 윌킨스 (Andy Wilkins) 외야수 - -- 멜키 카브레라 (Melky Cabrera) - 20 조던 댕크스 (Jordan Danks) - 1 애덤 이턴 (Adam Eaton) - 26 아비세일 가르시아 (Avisail Garcia) - -- J. B. 셕 (J. B. Shuck) - 75 트레이스 톰슨 (Trayce Thompson) - 24 다얀 비시에도 (Dayan Viciedo) |

40인 로스터(2014년 12월 21일 기준)
공식사이트(영어): 40인 로스터, 선수이적·부상정보, 예상라인업

## 영구 결번
시카고 화이트삭스에는 총 11개의 영구 결번이 있다. 그 중 42번은 최초의 흑인선수로 전구단에 영구 결번되어 있는 재키 로빈슨이며, 가장 최근에 영구 결번 된 번호는 2017년 은퇴를 한 마크 벌리의 56번이다.
- #2 넬리 폭스 (Nellie Fox)
- #3 해롤드 베인스 (Harold Baines)
- #4 루크 애플링 (Luke Appling)
- #9 미니 미노소 (Minnie Minoso)
- #11 루이스 아파리시오 (Luis Aparicio)
- #14 폴 코너코 (Paul Konerko)
- #16 테드 라이온스 (Ted Lyons)
- #19 빌리 피어스 (Billy Pierce)
- #35 프랭크 토마스 (Frank Thomas)
- #42 재키 로빈슨 (Jackie Robinson)
- #56 마크 벌리 (Mark Buehrle)
- #72 칼튼 피스크 (Carlton Fisk)

## 명예의 전당
- 로베르토 알로마 (Roberto Alomar)
- 루이스 아파리시오 (Luis Aparicio)
- 루크 애플링 (Luke Appling)
- 치프 벤더 (Chief Bender)
- 스티브 칼턴 (Steve Carlton)
- 에디 콜린스 (Eddie Collins)
- 조지 데이비스 (George Davis)
- 래리 도비 (Larry Doby)
- 조니 에버스 (Johnny Evers)
- 레드 파베르 (Red Faber)
- 칼튼 피스크 (Carlton Fisk)
- 넬리 폭스 (Nellie Fox)
- 구스 고시지 (Goose Gossage)
- 클라크 크리피스 (Clark Griffith)

- 해리 후퍼 (Harry Hooper)
- 조지 켈 (George Kell)
- 테드 라이온스 (Ted Lyons)
- 에드 라우쉬 (Edd Roush)
- 레드 러핑 (Red Ruffing)
- 레이 샬크 (Ray Schalk)
- 톰 시버 (Tom Seaver)
- 알 시먼스 (Al Simmons)
- 프랭크 토마스 (Frank Thomas)
- 에드 왈시 (Ed Walsh)
- 호이트 윌헬름 (Hoyt Wilhelm)
- 얼리 윈 (Early Wynn)

## 참조
1. ↑  http://sports.news.naver.com/sports/index.nhn?category=mlb&ctg=news&mod=read&office_id=049&article_id=0000023120
2. ↑  http://sports.news.naver.com/sports/index.nhn?category=mlb&ctg=news&mod=read&office_id=049&article_id=0000017120
3. ↑  https://news.naver.com/main/read.nhn?mode=LSD&mid=sec&sid1=104&oid=003&aid=0002489180
4. ↑  이용균 (2013년 1월 31일). “[베이스볼 라운지]시장 선거와 야구 연고지의 상관관계는”. 경향신문. 2021년 4월 13일에 확인함.
5. ↑  http://sports.news.naver.com/sports/index.nhn?category=mlb&ctg=news&mod=read&office_id=117&article_id=0000027382
6. ↑  http://sports.news.naver.com/sports/index.nhn?category=mlb&ctg=news&mod=read&office_id=015&article_id=0000845571
7. ↑  http://sports.mk.co.kr/view.php?no=1410687&year=2014#rpctoken=650534159&forcesecure=1
8. ↑  http://sports.news.naver.com/sports/index.nhn?category=mlb&ctg=news&mod=read&office_id=450&article_id=0000008723
9. ↑  http://star.mt.co.kr/view/stview.php?no=2014090415255113324&type=1&outlink=1